# SingStar Mecano
SingStar Mecano es un juego de karaoke del sistema PlayStation 2 y PlayStation 3 publicado por Sony Computer Entertainment Europe y desarrollado por SCEE y London Studio. Esta es la vigésimo primera entrega en la saga SingStar para PlayStation 2 y la octava para PlayStation 3, además de la tercera que se dedica a una sola banda: Mecano.
SingStar Mecano como el juego original, es distribuido tanto solo el juego (DVD para PS2 / Disco Blu-Ray para PS3), o el juego y un par de micrófonos acompañado - uno rojo y otro azul-. SingStar es compatible con la cámara EyeToy PS2 y la PlayStation Eye PS3 que sirve para visualizar a los jugadores en la pantalla mientras cantan.

## Lista de canciones
Las canciones sombreadas en gris solamente están incluidas en la versión de PS3 a excepción de "Un Año Más", que fue incluida originalmente en SingStar La Edad de Oro del Pop Español.
| SingStar Mecano |                                        |
| Mecano          | "Aire"                                 |
| Mecano          | "Ay qué pesado"                        |
| Mecano          | "Bailando salsa"                       |
| Mecano          | "Barco a Venus"                        |
| Mecano          | "Cruz de navajas"                      |
| Mecano          | "El 7 de septiembre"                   |
| Mecano          | "El blues del esclavo (versión tango)" |
| Mecano          | "El fallo positivo"                    |
| Mecano          | «Eungenio» Salvador Dalí"              |
| Mecano          | "Hawaii-Bombay"                        |
| Mecano          | "Héroes de la Antártida"               |
| Mecano          | "Hijo de la Luna"                      |
| Mecano          | "Hoy no me puedo levantar"             |
| Mecano          | "Japón"                                |
| Mecano          | "J.C."                                 |
| Mecano          | "La fuerza del destino"                |
| Mecano          | "Laika"                                |
| Mecano          | "Los amantes"                          |
| Mecano          | "Maquillaje"                           |
| Mecano          | "Me colé en una fiesta"                |
| Mecano          | "Me cuesta tanto olvidarte"            |
| Mecano          | "Mujer contra mujer"                   |
| Mecano          | "Naturaleza nuerta"                    |
| Mecano          | "No es serio este cementerio"          |
| Mecano          | "No hay marcha en Nueva York"          |
| Mecano          | "Perdido en mi habitación"             |
| Mecano          | ”Quédate en Madrid"                    |
| Mecano          | "Una rosa es una rosa"                 |
| Mecano          | Un año más                             |
| Mecano          | "Ya viene el Sol"                      |